# Geschichte Namibias bei den Commonwealth Games
| Gelbes Symbol für Goldmedaillen mit stilisierten Olympischen Ringen | Graues Symbol für Silbermedaillen mit stilisierten Olympischen Ringen | Braundes Symbol für Bronzemedaillen mit stilisierten Olympischen Ringen |
| ------------------------------------------------------------------- | --------------------------------------------------------------------- | ----------------------------------------------------------------------- |
| 5                                                                   | 4                                                                     | 11                                                                      |

Die Geschichte Namibias bei den Commonwealth Games begann 1994. Zu den  Commonwealth Games 1994 in Victoria entsandte Namibia erstmals Athleten.

## Übersicht der Teilnahmen
| Jahr   | Athleten           | Athleten           | Athleten           | Sportarten         | Sportarten         | Sportarten         | Sportarten         | Sportarten         | Sportarten         | Sportarten         | Sportarten         | Sportarten         | Sportarten         | Sportarten         | Sportarten         | Sportarten         | Sportarten         | Medaillen          | Medaillen          | Medaillen          | Medaillen          | Rang |
| Jahr   | Gesamt             | Männer             | Frauen             | 7er-Rugby          | Badminton          | Bogenschießen      | Bowls              | Boxen              | Gewichtheben       | Gymnastik          | Hockey             | Leichtathletik     | Radfahren          | Ringen             | Schießen           | Schwimmen          | Triathlon          |                    |                    |                    | Total              | Rang |
| ------ | ------------------ | ------------------ | ------------------ | ------------------ | ------------------ | ------------------ | ------------------ | ------------------ | ------------------ | ------------------ | ------------------ | ------------------ | ------------------ | ------------------ | ------------------ | ------------------ | ------------------ | ------------------ | ------------------ | ------------------ | ------------------ | ---- |
| 1990   | nicht teilgenommen | nicht teilgenommen | nicht teilgenommen | nicht teilgenommen | nicht teilgenommen | nicht teilgenommen | nicht teilgenommen | nicht teilgenommen | nicht teilgenommen | nicht teilgenommen | nicht teilgenommen | nicht teilgenommen | nicht teilgenommen | nicht teilgenommen | nicht teilgenommen | nicht teilgenommen | nicht teilgenommen | nicht teilgenommen | nicht teilgenommen | nicht teilgenommen | nicht teilgenommen |      |
| 1994   | 55                 | 41                 | 14                 |                    | 8                  |                    | 9                  | 4                  |                    |                    |                    | 9                  | 5                  | 5                  | 7                  | 8                  |                    | 1                  |                    | 1                  | 2                  | 18   |
| 1998   | 38                 | 28                 | 10                 |                    |                    |                    | 3                  | 2                  |                    | 4                  |                    | 12                 | 5                  |                    | 8                  | 4                  |                    |                    | 2                  | 1                  | 3 ▲                | 25 ▼ |
| 2002   | 31                 | 27                 | 4                  |                    |                    |                    | 5                  | 5                  |                    | 2                  |                    | 7                  | 3                  | 5                  | 4                  |                    |                    | 1                  |                    | 4                  | 5 ▲                | 23 ▲ |
| 2006   | 40                 | 35                 | 5                  | 12                 |                    |                    | 5                  | 7                  |                    | 1                  |                    | 2                  | 7                  |                    | 3                  | 4                  |                    | 1                  |                    | 1                  | 2 ▼                | 19 ▲ |
| 2010   | 29                 | 21                 | 8                  |                    |                    | 3                  | 10                 | 6                  |                    | 2                  |                    | 4                  | 2                  |                    | 2                  |                    |                    |                    | 1                  | 2                  | 3 ▲                | 28 ▼ |
| 2014   | 16                 | 7                  | 9                  |                    |                    |                    |                    |                    | 1                  |                    |                    | 8                  | 4                  | 1                  | 1                  |                    | 1                  |                    | 1                  | 2                  | 3 ▬                | 26 ▲ |
| 2018   | 28                 | 19                 | 9                  |                    |                    |                    | 8                  | 3                  |                    | 1                  |                    | 9                  | 6                  |                    |                    |                    | 1                  | 2                  |                    |                    | 2 ▼                | 19 ▲ |
| 2022   | 31 (33)            | 25                 | 6 (8)              |                    |                    |                    | 2                  | 2                  |                    | (2)                |                    | 13                 | 7                  | 2                  |                    | 2                  | 3                  |                    |                    | 4                  | 4 ▲                | 38 ▼ |
| Gesamt | Gesamt             | Gesamt             | Gesamt             | Gesamt             | Gesamt             | Gesamt             | Gesamt             | Gesamt             | Gesamt             | Gesamt             | Gesamt             | Gesamt             | Gesamt             | Gesamt             | Gesamt             | Gesamt             | Gesamt             | 5                  | 4                  | 13                 | 25                 |      |

## Medaillenentwicklung
Medaillenanzahl nach Austragungsjahren